# Piste des Géants
Pour les articles homonymes, voir La Piste des géants.
La piste des Géants est une voie de Toulouse, chef-lieu de la région Occitanie, dans le Midi de la France.

## Situation et accès

### Description
La piste des Géants est une voie publique. Elle traverse le nouveau quartier de Toulouse Aerospace, à l'ouest du quartier historique de Montaudran.

### Voies rencontrées
La piste des Géants rencontre les voies suivantes, dans l'ordre des numéros croissants (« g » indique que la rue se situe à gauche, « d » à droite) :
1. Rue Jacqueline-Auriol
2. Rue Valentina-Terechkova
3. Place de l'Aéropostale (g)
4. Allée Jean-Loup-Chrétien (g)
5. Allée Amelia-Earhart (d)
6. Allée Elise-Deroche (g)
7. Allée Philippe-Polderman (d)
8. Rue Jacqueline-Auriol
9. Avenue de l'Aérodrome-de-Montaudran
10. Place Marcel-Bouilloux-Lafont (g)
11. Avenue de l'Aérodrome-de-Montaudran
12. Rue Julien-Pranville-et-Elisée-Negrin

## Odonymie
Le 8 octobre 2020, le conseil municipal attribue à la voie qui traverse la zone d'aménagement concerté de Toulouse Aerospace le nom de piste de l'Aéropostale : en effet, elle recouvre en large partie le tracé de l'ancienne piste d'envol de l'aérodrome de Montaudran d'où s'élançaient les pilotes de la Compagnie générale aéropostale. Quelques mois plus tard, le 29 janvier 2021, la nouvelle voie prend son nom actuel, correspondant au nom du projet culturel de transformation du site historique.

## Patrimoine et lieux d'intérêt

### L'Envol des pionniers
De l'autre côté, à l'est de la piste des Géants et du côté des bâtiments occupés par L'Envol des pionniers, le champ d'aviation évoque sur 1,5 hectare l'ambiance paysagère de l'aérodrome.

### La Halle de la Machine
La Halle de La Machine est construite en 2015, sur les plans de l'architecte basque Patrick Arotcharen et des équipes de Projet 310 et D'une ville à l'autre. La halle, de structure métallique, a un plan rectangulaire, divisé en quatre grandes nefs séparées par des poteaux, permettant de libérer de vastes espaces. Les débords de toiture garantissent un ensoleillement optimal en hiver et maîtrisé en été. Les façades vitrées sont habillées de panneaux de tôle.

### Jardins de la Ligne

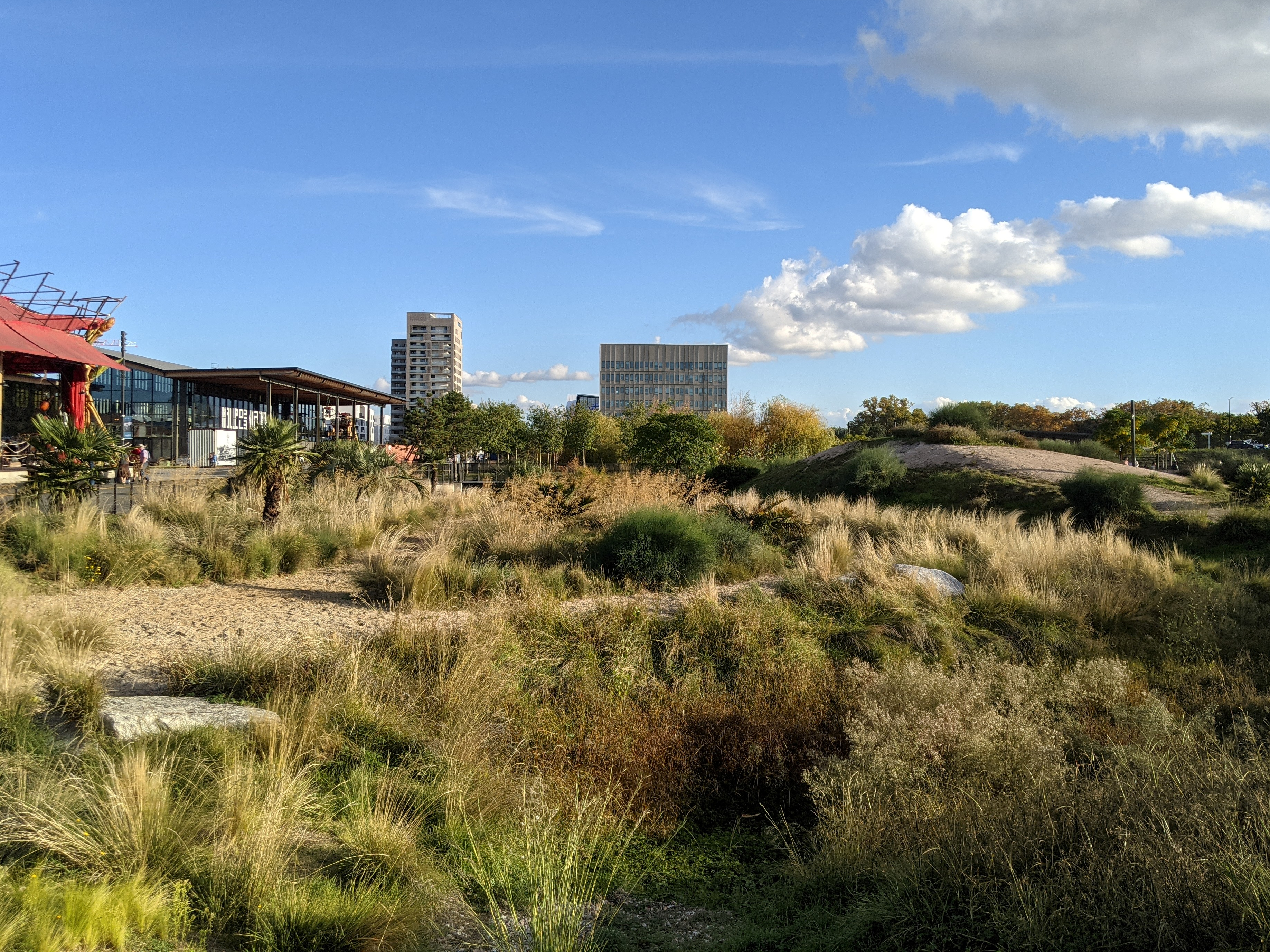
Les jardins de la Ligne.

Les jardins de la Ligne sont inaugurés le 17 juin 2017. Ils sont aménagés sur un espace de 2 hectares entre la rue Jacqueline-Auriol, l'avenue de Lespinet et l'avenue de l'Aérodrome-de-Montaudran, à l'ouest de la piste des Géants. Ils évoquent l'histoire de l'Aéropostale et les paysages des pays traversés par les aviateurs à travers les essences végétales, les sols et les rochers : Espagne, Maroc, Mauritanie, Sénégal, Brésil, Uruguay, Argentine et Chili. Trois passerelles surplombent les jardins. Des bassins recueillent les eaux de pluie.  
Le monument à Didier Daurat, œuvre en béton de Joseph Monin, s'élève au sud des Jardins de la Ligne, face au rond-point des Entoileuses-de-Montaudran. Il avait été commandé par les membres de l'Amicale des pionniers de l'aéronautique, en hommage à Didier Daurat, et inauguré en 1972 à l'emplacement de sa tombe, qui se trouvait à l'origine en bordure des terrains de l'aérodrome, face à l'avenue de Lespinet (emplacement de la résidence Louis-Breguet, actuel no 151). En 2007, le monument est retiré et le corps de Didier Daurat déplacé dans le caveau familial à Marseille. Le monument est quant à lui remis en place en 2019 dans les Jardins de la Ligne. Il consiste en une plaque de marbre, qui porte une inscription en souvenir des « pionniers » et de Didier Daurat, surmontée d'une aile en béton dont la pointe est dirigée vers Barcelone, première ville étape de « la Ligne ».